# Хорошая жизнь (рассказ)
«Хорошая жизнь» — рассказ русского писателя Ивана Бунина, опубликованный в 1912 году.

## История создания и публикации
Рассказ «Хорошая жизнь» был опубликован в журнале «Современный мир», в первом номере за 1912 год. Предположительно он был написан в ноябре 1911 года, когда, по собственному признанию автора, он активно работал на итальянском острове Капри. Бунин сообщал своему брату, что читал «Хорошую жизнь» наряду с рассказом «Сверчок» в кругу писателя Максима Горького, где все остались довольны услышанным. Уже после выхода «Хороший жизни» Бунин спрашивал в письме своего старшего брата Юлия: «Читал ли „Хорошую жизнь“? Что скажешь? Мне кажется, много здорово я завернул!».

## Сюжет
Рассказ ведётся от имени героини, бывшей дочерью подневольного, который, получив свободу, перебрался с дочерью в город. Там стремясь раздобыть денег они берут в аренду луг, который засаживают капустой. Но появляется хозяин участка, которому он на самом деле был продан, и прогоняет с него незадачливых предпринимателей. Отец героини, не пожелавший так просто сдаваться, вступает в драку с хозяином, в итоге отправляясь в наказание на поселение. Дочь же выходит замуж за друга отца, только потому, что тот согласился взять её в жёны без приданного. Супруг постоянно пьёт, а их дети, которые появляются на свет чуть ли не каждый год, также быстро умирают. Выживает лишь сын Ваня.
Героиня устраивает мыть полы к полковнику Никулину, который начинает проявлять к ней интерес. Когда его жена, больная и толстая немка, однажды застаёт своего мужа, обнимающего её, никак не реагирует, но, как только Никулин куда-то уезжает, прогоняет уборщицу из своего дома.
Через некоторое время она нанимается к купцу Самохвалову горничной. У того четверо детей: две дочери и два сына. Дочери вышли замуж и покинули дом, а двое других сыновей слывут неудачниками. Младший и вовсе имеет уродливую наружность, но он вдруг влюбляется в героиню. Заболев чахоткой, он просит горничную постоянно сидеть у его постели, за что платит деньги. Таким образом героиня накапливает приличную сумму, но ни ограничивается только этим доходом. Она знает о копилке чахоточного, которую ей удаётся заполучить, поцеловав бедолагу. Получив всё, что ей требовалось, она покидает этот дом.
Начинается новая жизнь. Она покупает дом, сдаёт комнаты в нём и занимается торговлей. Но новые проблемы для неё создаёт её подросший сын Ванечка, спутавшийся с квартиранткой Феней. Он таскает деньги из кассы, тратя их на неё. В результате Феню изгоняют из дома. У героини появляется жених — богатый лавочник, который, однако, не желает терпеть её сына в доме, считая, что тот разорит их. Героиня начинает задумываться как отправить куда подальше нерадивого отпрыска. Всё чаще между матерью и сыном случаются ссоры. Сын, однако, сам вскоре исчезает. Мать же выходит замуж за лавочника и наконец-то обретает своё счастье.

## Критика
В 1947 году Марк Алданов, прочитав последние два тома собрания сочинений Бунина, восхищался «Хорошей жизнью» наравне с рассказом «Игнат». Он писал, что «ничего безотраднее этой „Хорошей жизни“ не помнит в русской литературе». Также Алданов удивлялся как Бунин мог так правдоподобно описывать русскую действительность, занимаясь написанием рассказа на Капри.
Корней Чуковский называл «Хорошую жизнь» в числе рассказов, выделявшихся в лучшую сторону по сравнению с другими бунинскими произведениями. Он отмечал их лаконичность и твёрдость, «энергичную крылатую фабулу», особо подчёркивая точное отображение психологии героев.